# Lorenz Assignon
Lorenz Assignon (Grasse, 22 giugno 2000) è un calciatore francese, difensore del Stoccarda.

## Biografia
È figlio dell'ex calciatore togolese Komlan Assignon.

## Carriera
Cresciuto nel settore giovanile del Rennes, nel 2018 viene promosso in seconda squadra dove rimane fino a gennaio 2021 quando viene prestato al Bastia in Championnat National.
Rientrato nel club rossonero, viene confermato in prima squadra ed il 26 agosto debutta fra i professionisti in occasione dell'incontro di qualificazione per l'UEFA Europa Conference League vinto 3-1 contro il Rosenborg. Dopo un'esperienza in prestito al Burnley rimane per la stagione 2024-2025 al Rennes, al termine della quale viene ufficializzato il suo trasferimento allo Stoccarda, con cui firma un contratto valido fino al 2029.

## Statistiche

### Presenze e reti nei club
Statistiche aggiornate al 17 maggio 2023
| Stagione        | Squadra         | Campionato      | Campionato | Campionato | Coppe nazionali | Coppe nazionali | Coppe nazionali | Coppe continentali | Coppe continentali | Coppe continentali | Altre coppe | Altre coppe | Altre coppe | Totale | Totale |
| Stagione        | Squadra         | Comp            | Pres       | Reti       | Comp            | Pres            | Reti            | Comp               | Pres               | Reti               | Comp        | Pres        | Reti        | Pres   | Reti   |
| --------------- | --------------- | --------------- | ---------- | ---------- | --------------- | --------------- | --------------- | ------------------ | ------------------ | ------------------ | ----------- | ----------- | ----------- | ------ | ------ |
| 2018-2019       | Rennes 2        | N3              | 2          | 0          | -               | -               | -               | -                  | -                  | -                  | -           | -           | -           | 2      | 0      |
| 2019-2020       | Rennes 2        | N3              | 16         | 2          | -               | -               | -               | -                  | -                  | -                  | -           | -           | -           | 16     | 2      |
| 2020-2021       | Rennes 2        | N3              | 3          | 0          | -               | -               | -               | -                  | -                  | -                  | -           | -           | -           | 3      | 0      |
| Totale Rennes 2 | Totale Rennes 2 | Totale Rennes 2 | 21         | 2          |                 | -               | -               |                    | -                  | -                  |             | -           | -           | 21     | 2      |
| 2020-2021       | Bastia          | N               | 13         | 1          | CF              | 0               | 0               | -                  | -                  | -                  | -           | -           | -           | 13     | 1      |
| 2021-2022       | Rennes          | L1              | 20         | 0          | CF              | 2               | 0               | UECL               | 4                  | 0                  | -           | -           | -           | 26     | 0      |
| 2022-2023       | Rennes          | L1              | 12         | 0          | CF              | 1               | 0               | UEL                | 5                  | 1                  | -           | -           | -           | 18     | 1      |
| 2023-gen. 2024  | Rennes          | L1              | 14         | 1          | CF              | 1               | 0               | UEL                | 5                  | 1                  | -           | -           | -           | 20     | 2      |
| gen.-giu. 2024  | Burnley         | PL              | 15         | 1          | FACup+CdL       | -               | -               | -                  | -                  | -                  | -           | -           | -           | 15     | 1      |
| 2024-2025       | Rennes          | L1              | 1          | 0          | CF              | 0               | 0               | -                  | -                  | -                  | -           | -           | -           | 1      | 0      |
| Totale Rennes   | Totale Rennes   | Totale Rennes   | 47         | 1          |                 | 4               | 0               |                    | 14                 | 2                  |             | -           | -           | 65     | 3      |
| Totale carriera | Totale carriera | Totale carriera | 96         | 5          |                 | 4               | 0               |                    | 14                 | 2                  |             | -           | -           | 114    | 7      |